# Polskie Towarzystwo Kardiologiczne
Polskie Towarzystwo Kardiologiczne (PTK) – polskie towarzystwo naukowe założone w 1954.
W kadencji 2023- 2025 prezesem Towarzystwa jest Robert Gil.

## Historia
Prezesi:
- Mściwój Semerau-Siemianowski (1950–1954)[a]
- Jerzy Jakubowski (1954–1961)
- Edmund Żera (1962–1963, 1963–1965, 1965–1968, 1968–1972)
- Zdzisław Askanas (1972–1973)
- Jan Kwoczyński (1973–1976, 1976–1979)
- Włodzimierz Januszewicz (1980–1983, 1983–1986)
- Kazimierz Jasiński (1986–1989)
- Leszek Ceremużyński (1989–1992, 1992–1995)
- Michał Tendera (1995–1998)
- Witold Rużyłło (1998–2001)
- Andrzej Cieśliński (2001–2004)
- Adam Torbicki (2004–2007)
- Andrzej Rynkiewicz (2007–2009)
- Waldemar Banasiak (2008–2011)
- Janina Stępińska (2011–2013)
- Zbigniew Kalarus (2013–2015)
- Piotr Hoffman (2015–2017)
- Piotr Ponikowski (2017–2019)
- Adam Witkowski (2019–2021)
- Przemysław Mitkowski (2021–2023)

## Cele
- inicjowanie badań naukowych w dziedzinie kardiologii
- profilaktyka i zwalczanie chorób serca i naczyń
- propagowanie postępów kardiologii i kardiochirurgii w społeczeństwie
- współudział w kształceniu lekarzy i innych pracowników systemu opieki zdrowotnej w zakresie kardiologii.

PTK organizuje i wspiera konferencje naukowe związane z tematyką chorób serca. Głównym wydarzeniem naukowym jest coroczny kongres odbywający się w II połowie września.

## Struktura
W skład PTK wchodzi 17 oddziałów regionalnych, 10 komisji oraz 16 sekcji. PTK liczy ok. 5500 członków (członkowie PTK stają się automatycznie członkami Europejskiego Towarzystwa Kardiologicznego).
Polskie Towarzystwo Kardiologiczne wchodzi w skład: European Society of Cardiology (Europejskie Towarzystwo Kardiologiczne) oraz World Heart Federation.
Wydawnictwa którym patronuje PTK to: miesięczniki „Cardiology Journal” i „Kardiologia Polska”.

## Sekcje
W skład PTK wchodzi 18 sekcji:
- Asocjacja Interwencji Sercowo-Naczyniowych[2] (wcześniej Sekcja Kardiologii Inwazyjnej), która rozpoczęła działalność w 2006 roku. Oficjalne czasopisma naukowe Asocjacji to „Kardiologia Polska” i „Postępy w Kardiologii Interwencyjnej”. Obecnym przewodniczącym Asocjacji jest prof. Marek Grygier. Asocjacja wspiera działania European Association of Percutaneous Cardiovascular Interventions (EAPCI).
- Sekcja Epidemiologii i Prewencji, która rozpoczęła działalność w 2005 roku. Obecnym przewodniczącym Sekcji jest dr hab. Piotr Jankowski.
- Klub 30
- Sekcja „Choroby Serca u Kobiet”
- Sekcja Echokardiografii
- Sekcja Elektrokardiologii Nieinwazyjnej i Telemedycyny
- Sekcja Farmakoterapii Sercowo-Naczyniowej
- Sekcja Intensywnej Terapii Kardiologicznej i Resuscytacji
- Sekcja Kardiochirurgii
- Sekcja Kardiologii Dziecięcej
- Sekcja Kardiologii Nuklearnej
- Sekcja Kardiologicznego Rezonansu Magnetycznego i Tomografii Komputerowej
- Sekcja Kardiologii Sportowej
- Sekcja Niewydolności Serca
- Sekcja Pielęgniarstwa i Techniki Medycznej
- Sekcja Rehabilitacji Kardiologicznej i Fizjologii Wysiłku
- Sekcja Rytmu Serca – powstała w 1983 roku. Jej obecnym przewodniczącym jest dr hab. med. Maciej Sterliński, prof. nadzw. IK.
- Sekcja Wad Serca
- Sekcja Kardiologii Eksperymentalnej